# Aerobee

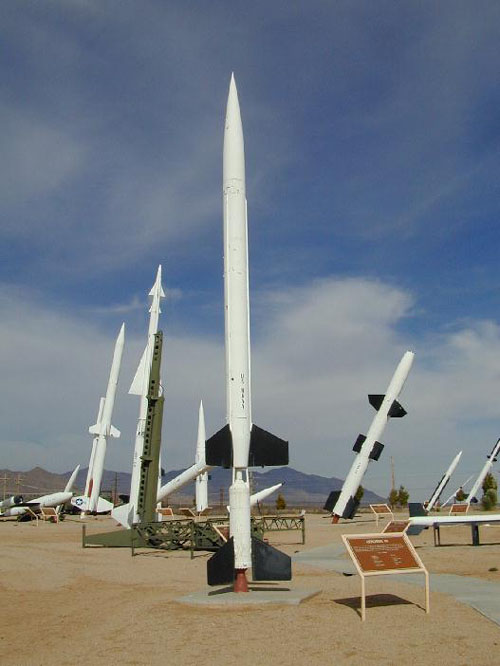
Aerobee-Hi-Rakete im White Sands Missile Range Museum

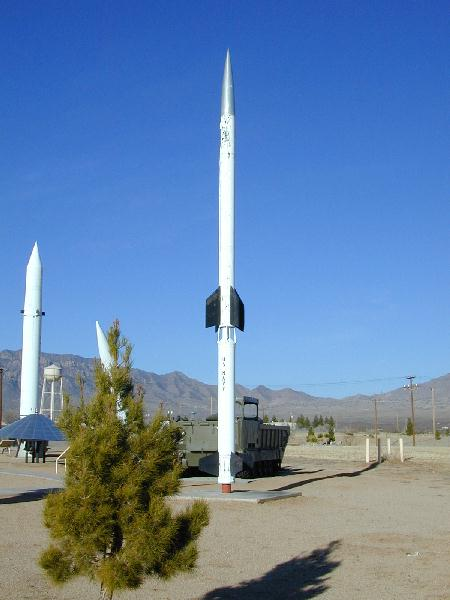
Aerobee-170-Rakete im White Sand Missile Range Museum

Die Aerobee (auch ursprünglich als Aerojet General X-8 bezeichnet) Rakete war eine kleine (ca. 8 Meter lange) ungesteuerte Höhenforschungsrakete, die für die Erforschung der Hochatmosphäre und der kosmischen Strahlung in den USA hauptsächlich in den 1950er-Jahren gestartet wurde.
Die Aerobee wurde von Aerojet General gebaut. Die Firma begann mit der Arbeit 1946 und machte den ersten Start einer kompletten Aerobee am 24. April 1947 auf der White Sands Missile Range, wobei sie eine Höhe von 58 Kilometern erreichte. Die Rakete war zweistufig: eine Feststoffrakete als Startstufe und eine Flüssigkeitsrakete (Treibstoff Anilin, Oxidator Salpetersäure) als Zweitstufe. Die Rakete konnte Höhen von 230 (in späteren Versionen bis 400) Kilometer erreichen. Die Nutzlast kehrte üblicherweise an einem Fallschirm zur Erde zurück.
Der erste mit Messgeräten durchgeführte Flug einer Aerobee war der 5. Flug, der am 5. März 1948 in White Sands stattfand und der Instrumente für Untersuchung der kosmischen Strahlung trug. Er erreichte eine Höhe von 117,5 Kilometern. Der letzte Flug der Aerobee war 1958, ungefähr 165 Flüge – auch mit einigen Varianten – fanden statt. Die Entwickler der Aerobee konstruierten auch die Aerobee-Hi (Erststart: 1955).
Von allen Aerobee-Varianten wurden 1037 Exemplare gestartet. Der letzte Start fand am 17. Januar 1985 statt.

## Modelle

### Aerobee
- Nutzlast: 68 kg
- Gipfelhöhe: 130 km
- Startschub: 18,00 kN
- Startmasse: 727 kg
- Durchmesser: 0,38 m
- Länge: 7,80 m

(Quelle: )

### Aerobee 75
- Gipfelhöhe: 80 km
- Startschub: 7,00 kN
- Startmasse: 400 kg
- Länge: 6,00 m

(Quelle: )

### Aerobee 170
- Startschub: 225,00 kN
- Startmasse: 1.270 kg
- Durchmesser: 0,42 m
- Länge: 12,60 m

### Aerobee 170 A
- Gipfelhöhe: 200 km
- Startschub: 217,00 kN
- Masse: 1.270 kg
- Durchmesser: 0,42 m
- Länge: 12,40 m

### Aerobee 170 B
- Gipfelhöhe: 200 km
- Startschub: 225,00 kN
- Startmasse: 1.270 kg
- Durchmesser: 0,42 m
- Länge: 12,40 m

### Aerobee 200
- Startschub: 225,00 kN
- Startmasse: 1.600 kg
- Durchmesser: 0,42 m
- Länge: 12,60 m

### Aerobee 300
- Nutzlast: 45 kg
- Gipfelhöhe: 300 km
- Startschub: 18,00 kN
- Startmasse: 983 kg
- Durchmesser: 0,38 m
- Länge: 9,90 m

(Quelle: )

### Aerobee 350
- Nutzlast: 227 kg
- Gipfelhöhe: 450 km
- Startschub: 217,00 kN
- Startmasse: 3.839 kg
- Durchmesser: 0,56 m
- Länge: 15,90 m
- Spannweite der Flossen: 2,30 m